# Барлете
Барлете су насељено мјесто у Лици. Припада граду Госпићу, у Личко-сењској жупанији, Република Хрватска.

## Географија
Село Барлете је удаљено 10 км источно од Госпића, а сјеверно се налази Острвица удаљена око 5,5 км. Кроз Барлете протиче ријека Јадова. У близини насеља пролази ауто-пут Загреб-Сплит.

## Историја
Барлете су се од распада Југославије до августа 1995. године налазиле у Републици Српској Крајини. Ту је рођен српски католички свештеник и пјесник Јосип Крмпотић.

## Култура
У Барлетама је постојао храм Српске православне цркве Воздиженија Часног Крста, који је срушен у Другом свјетском рату. Припада парохији Острвица у Архијерејском намјесништву личком Епархије Горњокарловачке.

## Становништво
Према попису из 1991. године, насеље Барлете је имало 133 становника, међу којима је било 58 Срба, 66 Хрвата, 8 Југословена и 1 остали. Према попису становништва из 2001. године, Барлете је имало 36 становника. Према попису становништва из 2011. године, насеље Барлете је имало 28 становника.
| Националност       | 1991. | 1981. | 1971. | 1961. |
| Срби               | 58    | 118   | 177   | 207   |
| Хрвати             | 66    | 78    | 108   | 145   |
| Југословени        | 8     | 6     | 5     |       |
| остали и непознато | 1     |       |       | 1     |
| Укупно             | 133   | 202   | 290   | 353   |

| Демографија | Демографија | Демографија |
| Година      | Становника  | Становника  |
| ----------- | ----------- | ----------- |
| 1961.       | 353         |             |
| 1971.       | 290         |             |
| 1981.       | 202         |             |
| 1991.       | 133         |             |
| 2001.       | 36          |             |
| 2011.       |             | 28          |